# Oleh Husjev
Oleh Anatolijovyč Husjev (in ucraino Олег Анатолійович Гусєв?; Sumy, 25 aprile 1983) è un ex calciatore ucraino. Ha trascorso gran parte della sua carriera tra le file della Dinamo Kiev

## Caratteristiche tecniche
Era un esterno destro di centrocampo, bravo principalmente in fase offensiva.

## Carriera

### Club
Cresciuto nelle giovanili dello Spartak Sumy, nella stagione 2002-2003 ha giocato con l'Arsenal Kiev, con cui ha disputato 23 partite mettendo a segno un gol. Passato alla Dinamo Kiev nel 2003, ha vinto cinque Campionati d'Ucraina, 5 Coppe d'Ucraina e 6 Supercoppe d'Ucraina.
Il 31 marzo 2014 durante la trasferta di campionato contro il Dnipro al 21' perde i sensi in seguito ad uno scontro col portiere avversario Denys Bojko, rischiando di restare soffocato; grazie al pronto intervento del centrocampista Jaba K'ank'ava è riuscito a salvarsi.

### Nazionale
Con la maglia della nazionale ucraina ha debuttato nel 2003, con cui ha raggiunto il miglior risultato, i quarti di finale, ai Mondiali di Germania 2006. Nello spareggio contro la Francia per i mondiali del Brasile segna l'autogol del 3-0 in favore dei transalpini, rete che decreta l'eliminazione della sua nazionale nella corsa alla competizione mondiale.

## Palmarès

### Club

#### Competizioni nazionali
- Campionato ucraino: 5

Dinamo Kiev: 2003-2004, 2006-2007, 2008-2009, 2014-2015, 2015-2016
- Supercoppa d'Ucraina: 6

Dinamo Kiev: 2004, 2006, 2007, 2009, 2011, 2016
- Coppa d'Ucraina: 5

Dinamo Kiev: 2004-2005, 2005-2006, 2006-2007, 2013–2014, 2014-2015